# 하이딩당

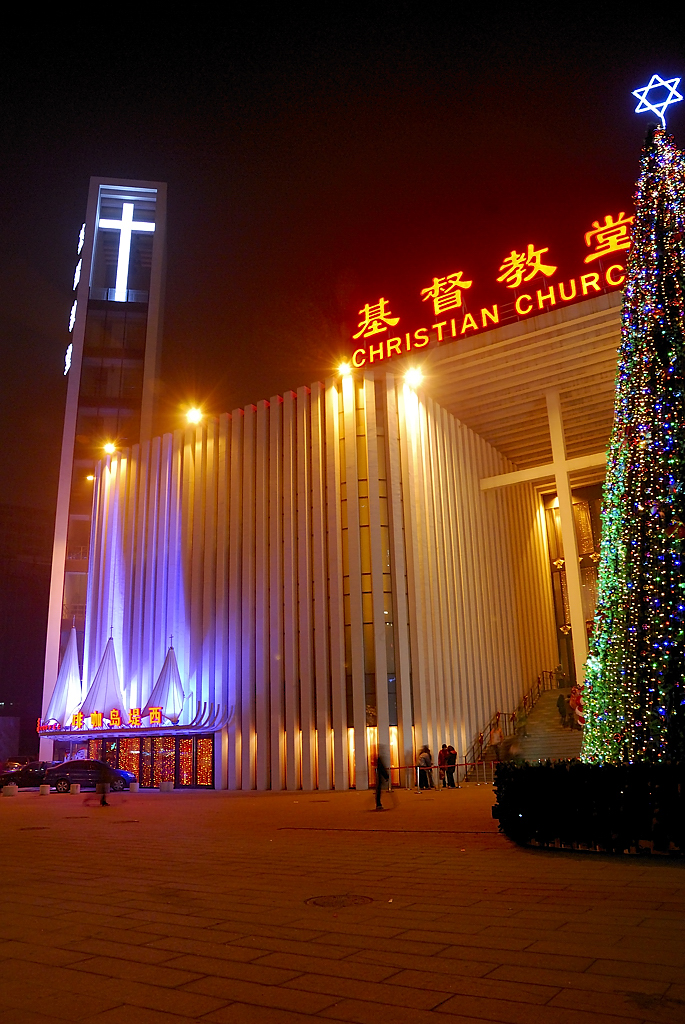
2007년 성탄을 맞은 하이딩당

하이딩당(海淀堂)은 베이징시 하이뎬구 중관춘에 위치한 교회이다. 이 단체는 중국 본토의 국가 등록 개신교인 삼자애국운동에 의해 운영된다.

## 역사
교회는 1933년에 설립되었다. 교회의 목사인 우웨이칭은 1989년 진링셰허신학원을 졸업하고 풀러 신학교에서 DMin 학위를 받았다. 영어를 유창하게 구사한다.